# 이천 도립리 육괴정
이천 도립리 육괴정(利川 道立里 六槐亭)은 대한민국 경기도 이천시 백사면 도립리에 있는 정자이다. 1986년 4월 14일 이천시의 향토유적 제13호로 지정되었다. 

## 개요
조선 중종 14년(1519) 기묘사화로 조광조를 중심으로 지치주의와 이상정치를 추구하던 신진사류들이 크게 몰락, 이때 난을 피해 낙향한 엄용순이 건립했다는 정자이다.
처음에는 초당이었으나 그 후 수차례의 중건을 거쳐 오늘에 이르고 있다.
육괴정이란 이름은 당대의 명현인 모재 김안국을 비롯 규정 가은, 계산 오경, 퇴휴 임내신, 성두문, 엄용순 등 여섯 선비가 우의를 기리는 뜻에서 정자 앞에 못을 파서 연을 심고 각각 한 그루씩 모두 6그루의 느티나무를 심었다는 데서 유래되었다. 그러나 세월이 지나는 동안 연못은 메워지고, 6그루의 느티나무 중 3그루가 고사하여 후손들이 다시 심어 지금도 그 푸르름을 자랑하고 있다.
지금의 건물은 팔작지붕에 한식 골기와를 얹은 본당과 이를 둘러싼 담장과 대문으로 되어 있어 정자가 아닌 사당의 형태이다. 본당의 규모는 정면 9m, 측면이 3.78m이다.
본당 안에는 엄용순의 손(孫)으로 임진왜란 때 순전한 엄유윤의 충신정문을 비롯하여 《남당 엄선생》《육괴정 서》《육괴정중수기》등이 현액이 함께 걸려있다.

## 사진

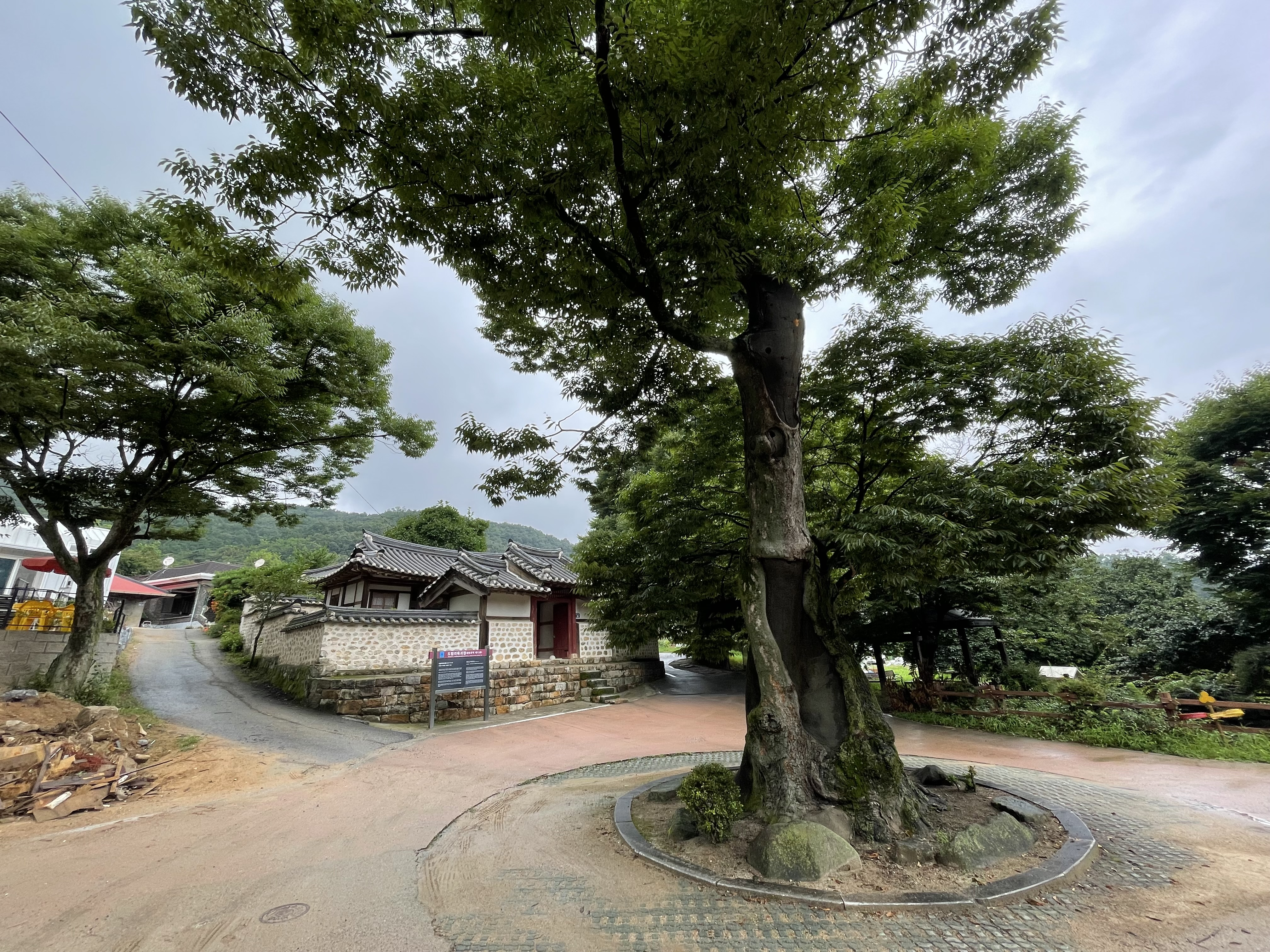
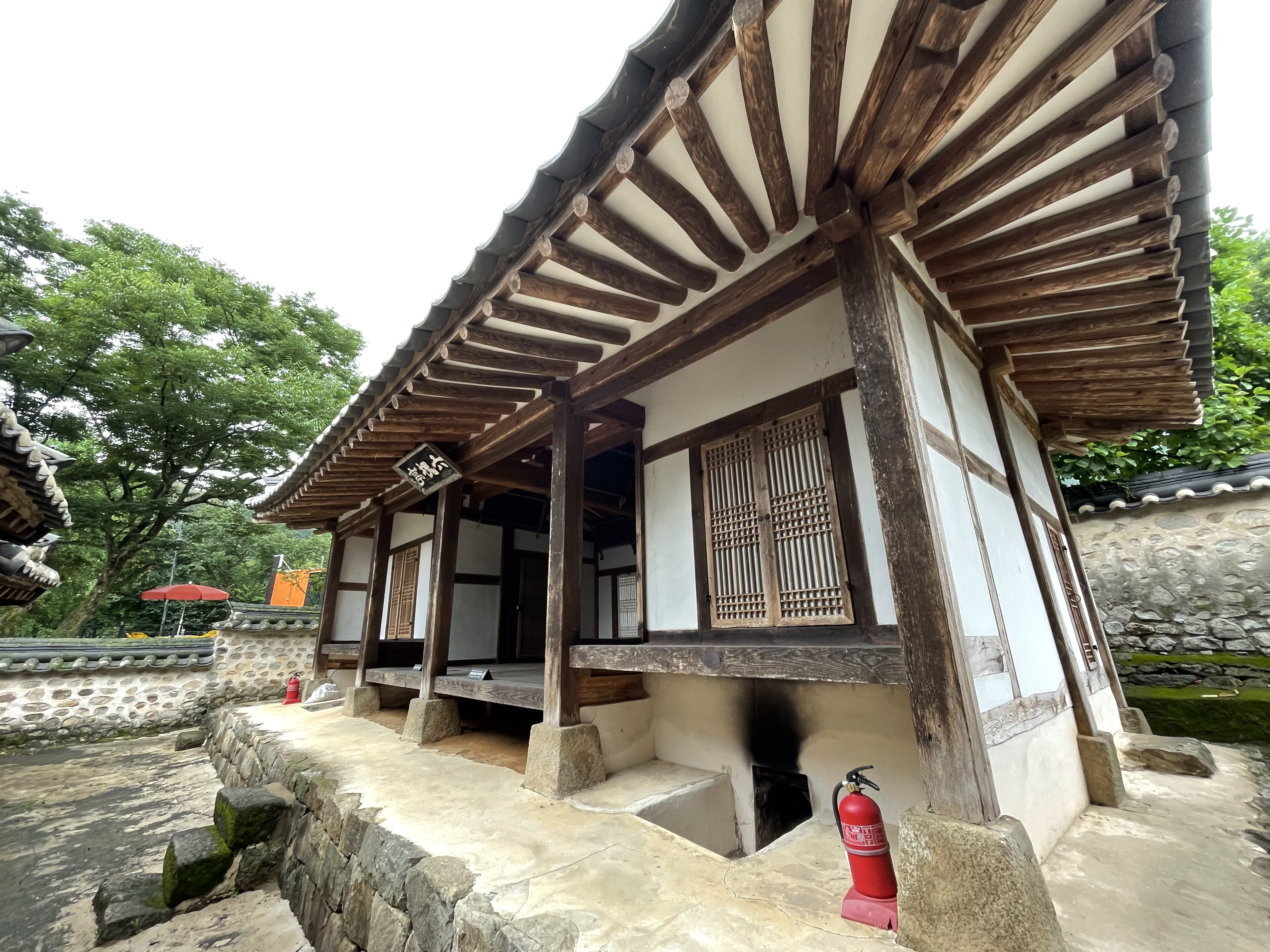
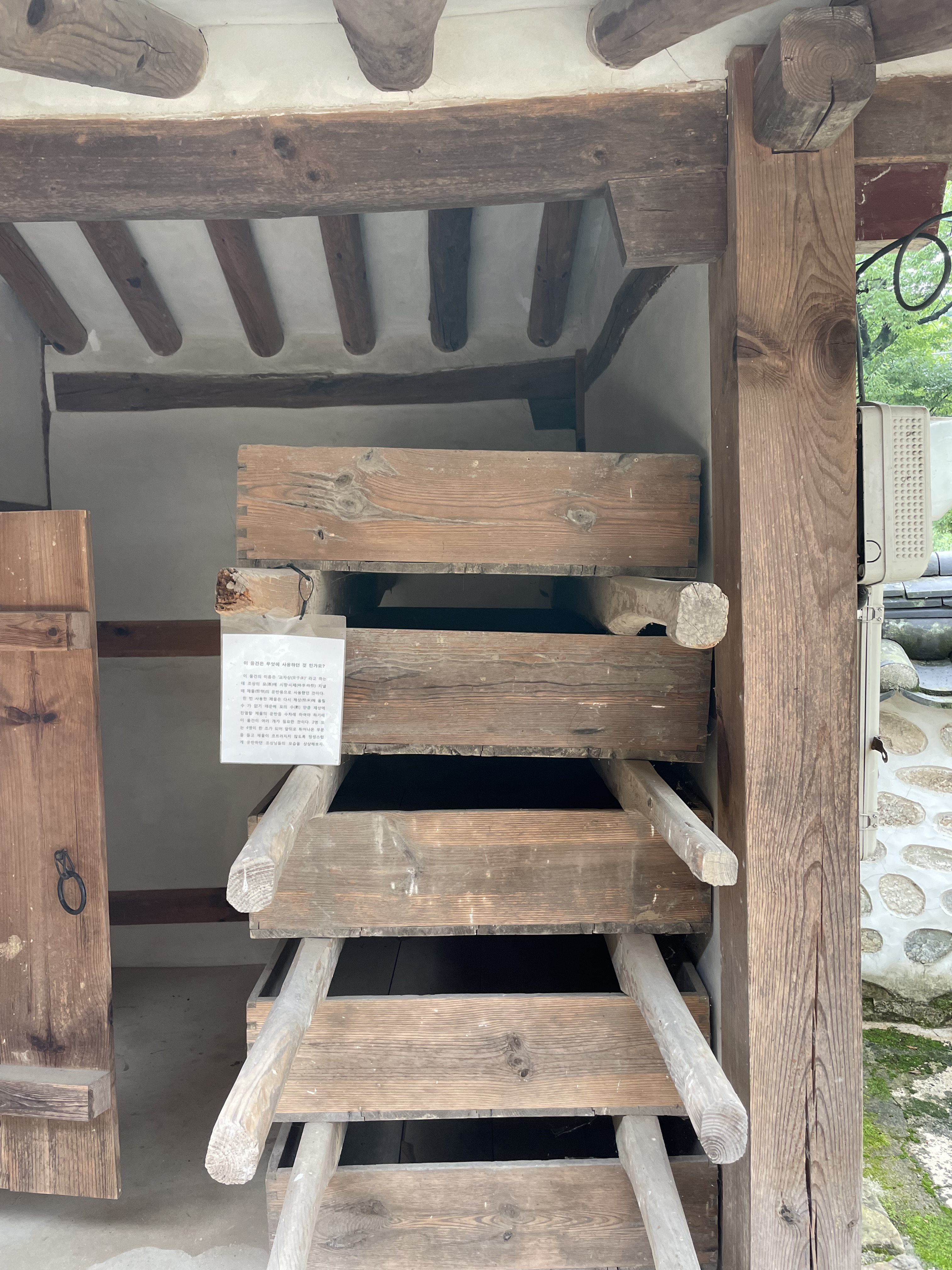
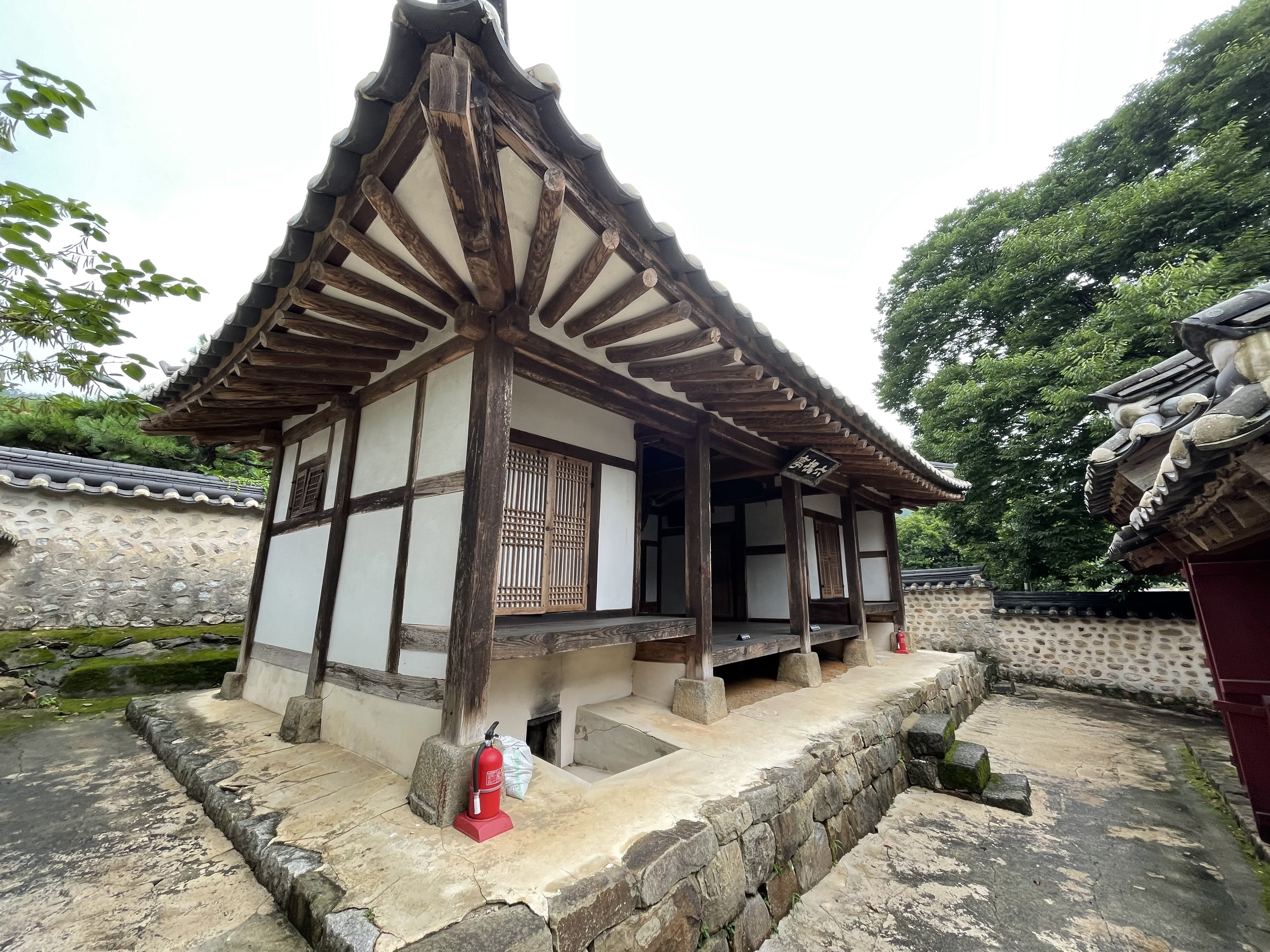
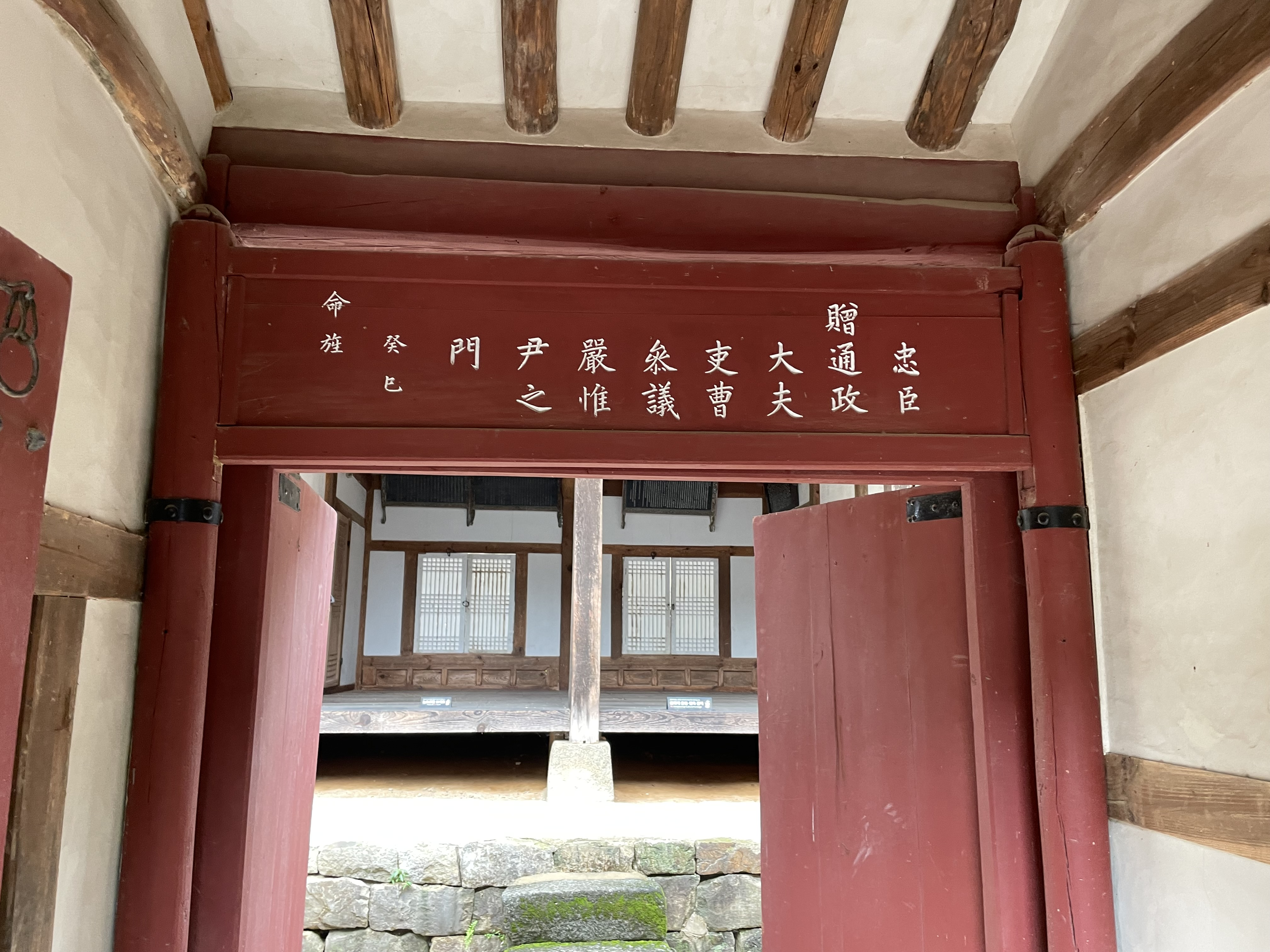

## 참고 자료
- 도립리 육괴정 - 이천시 문화관광